# Jan Kamieński
Jan Kamieński pseud. Frant, Cozas (błędnie „Cozaś”), Chyży, Konar, Litwin, Klimaszewski (ur. 17 czerwca 1906 w Klewinowie, zm. 29 maja 1987 w Spring Hill na Florydzie) – oficer Wojska Polskiego II RP, Armii Krajowej, NIE i NSZ, dyplomowany podpułkownik piechoty służby stałej, cichociemny.  Zwykły Znak Spadochronowy nr 2995, Bojowy Znak Spadochronowy nr 1970.

## Życiorys
W latach 1922–1928 uczył się w Gimnazjum Państwowym im. T. Kościuszki w Słonimiu, gdzie zdał maturę. Od lipca 1928 do maja 1929 roku uczył się w Szkole Podchorążych Rezerwy Piechoty w Berezie Kartuskiej, następnie do września 1929 w Szkole Podchorążych Saperów, później  do 15 sierpnia 1931 w Szkole Podchorążych Piechoty w Ostrowi Mazowieckiej. Awansowany na stopień podporucznika 15 sierpnia 1931, przydzielony jako dowódca 9 następnie 8 plutonu, później 9 kompanii, potem dowódca 2 i 8 kompanii 62 pułku piechoty. W latach 1937–1938 studiował w Wyższej Szkole Wojennej (XVIII promocja), po jej ukończeniu mianowany oficerem dyplomowanym, awansowany na stopień kapitana dyplomowanego 19 marca 1939.
We wrześniu 1939 roku walczył jako oficer operacyjny w 4 Dywizji Piechoty. 17 października przekroczył granicę polsko-węgierską. Na Węgrzech był internowany w Wyszehradzie nad Dunajem. 11 grudnia 1939 wraz z Henrykiem Krajewskim oraz dwoma oficerami uczestniczył w nieudanej ucieczce Dunajem. Od 2 stycznia 1940 we Francji, wstąpił do Polskich Sił Zbrojnych, przydzielony jako  szef Oddziału III (operacyjnego) sztabu 1 Dywizji Grenadierów. Uczestnik kampanii francuskiej, czterokrotnie ranny, 4-krotnie odznaczony Krzyżem Walecznych oraz francuskim Croix de Guerre. W okresie 21 czerwca – 16 września 1940 przebywał w szpitalu w niewoli niemieckiej. 
Uciekł, od 21 września 1940 przez rok, jako szef placówki Oddziału II (wywiad) w Lyonie organizował nielegalną ewakuację polskich żołnierzy przez Hiszpanię, Portugalię, Gibraltar do Wielkiej Brytanii. Od 5 stycznia 1942 tym samym szlakiem dotarł do Wielkiej Brytanii. 16 lutego został przydzielony do 3 kompanii strzeleckiej I Oficerskiego Baonu Szkolnego i wyznaczony na stanowisko wykładowcy na kursie dowódców kompanii. Od 7 maja do 16 listopada 1942 przydzielony do Oddziału VI (Specjalnego) Sztabu Naczelnego Wodza jako szef Wydziału Wyszkolenia, następnie od 17 listopada 1942 przeniesiony do Oddziału III (operacyjnego).
Zgłosił się do służby w kraju, przeszkolony na kursach specjalnych dla kandydatów na cichociemnych, m.ni. spadochronowym i in. Zaprzysiężony na rotę ZWZ/AK 16 maja 1942, awansowany na stopień majora, ze starszeństwem od 1 marca 1944.  
Skoczył ze spadochronem do okupowanej Polski w nocy 8/9 kwietnia 1944, w sezonie operacyjnym „Riposta”, w operacji lotniczej „Weller 7”, na placówkę odbiorczą „Jodła 1” 134 (kryptonim polski, brytyjskie oznaczenie numerowe pinpoints), w widłach Pilicy i Wisły, w okolicy miejscowości Paprotnia, Łękawica, 12 km na północny wschód od stacji kolejowej Dobieszyn, w powiecie kozienickim. Razem z nim skoczyli: ppor. Tadeusz Kobyliński ps. Hiena, por. Tadeusz Starzyński ps. Ślepowron oraz kurier ppor. Wiktor Karamać ps. Kabel. 
Po skoku i aklimatyzacji do realiów okupacyjnych, przydzielony do Oddziału III Operacyjnego Komendy Głównej AK. W Powstaniu Warszawskim nadal jako oficer tego oddziału, w tzw. I rzucie Komendy Głównej AK. Przeszedł szlak bojowy Wola – Stare Miasto – kanały – Śródmieście Północ – Śródmieście Południe. Po kapitulacji powstania wyszedł z miasta z ludnością cywilną. Od 18 października 1944 do 24 stycznia 1945 szef Oddziału III KG AK.
Po rozwiązaniu AK, do 21 marca 1945 jako komendant Obszaru Zachodniego NIE, działał także, pod pseudonimem „Klimaszewski”, jako inspektor Inspektoratu Południowego NSZ (województwa: krakowskie, rzeszowskie, kieleckie, śląsko-dąbrowskie i wrocławskie). Do 6 sierpnia 1945 pod pseudonimem „Litwin” komendant Okręgu Kraków Delegatury Sił Zbrojnych na Kraj. 
Po rozwiązaniu DSZ na Kraj 6 sierpnia 1945 opuścił Polskę dotarł do 2 Korpusu we Włoszech, a następnie przybył do Londynu.  7 września 1945 zameldował się w Oddziale VI (Specjalnym) Sztabu Naczelnego Wodza. Został ponownie skierowany do kraju, gdzie przybył na początku 1946, mieszkał m.in. w Zakopanem. Zagrożony aresztowaniem wyjechał, 17 sierpnia 1946 roku przyjechał do Wielkiej Brytanii. 
Na polecenie emigracyjnego rządu R.P. oraz gen. Tadeusza Komorowskiego ps. Bór podjął się misji wyjazdu do Francji oraz Belgii w celu przejęcia ogółem ok. 2,5 mln dolarów (w tym w złocie) zdefraudowanych i ukrytych przez gen. Tatara. W ocenie ministra obrony narodowej gen. Romana Odzierzyńskiego ([pismo z 29 października 1949 L.dz. 467/49) – „Akcję całą sprawnie przeprowadził, wszystkie pieniądze podjął, wywiózł i zabezpieczył, odcinając za sobą i pieniędzmi wszelkie ślady”. Pozostał na emigracji, od 1946 do co najmniej 1955 był dysponentem części funduszy, pochodzących z amerykańskiej pomocy dla AK, z których finansowano funkcjonowanie kilku kolejnych rządów RP na uchodźstwie. Był wykonawcą uchwały Rządu R.P. z 8 września 1952 o przejęciu i likwidacji mienia państwowego znajdującego się w jego posiadaniu.  Powołana 1 września 1954 przez Tymczasową Radę Jedności Narodowej Komisja do Rozpatrzenia Spraw łączności z Krajem w sprawozdaniu z 28 stycznia 1956 oceniła krytycznie jego sprawność zarządzania finansami. Prezes Rady Ministrów i Kierownik Ministerstwa Skarbu gen. Roman Odzierzyński w oświadczeniu z 22 grudnia 1952 stwierdził, że „ppłk J. Kamieński wykonał uchwałę Rządu R.P. z dnia 8.9.1952 r. o przejęciu i likwidacji mienia państwowego, jakie znajdowało się w tym czasie w jego posiadaniu, rzetelnie i zgodnie z dyspozycjami rządu.”

Zmarł 16 sierpnia 1987 w Spring Hill na Florydzie (Stany Zjednoczone), pochowany na cmentarzu w Tryczówce (woj. podlaskie).

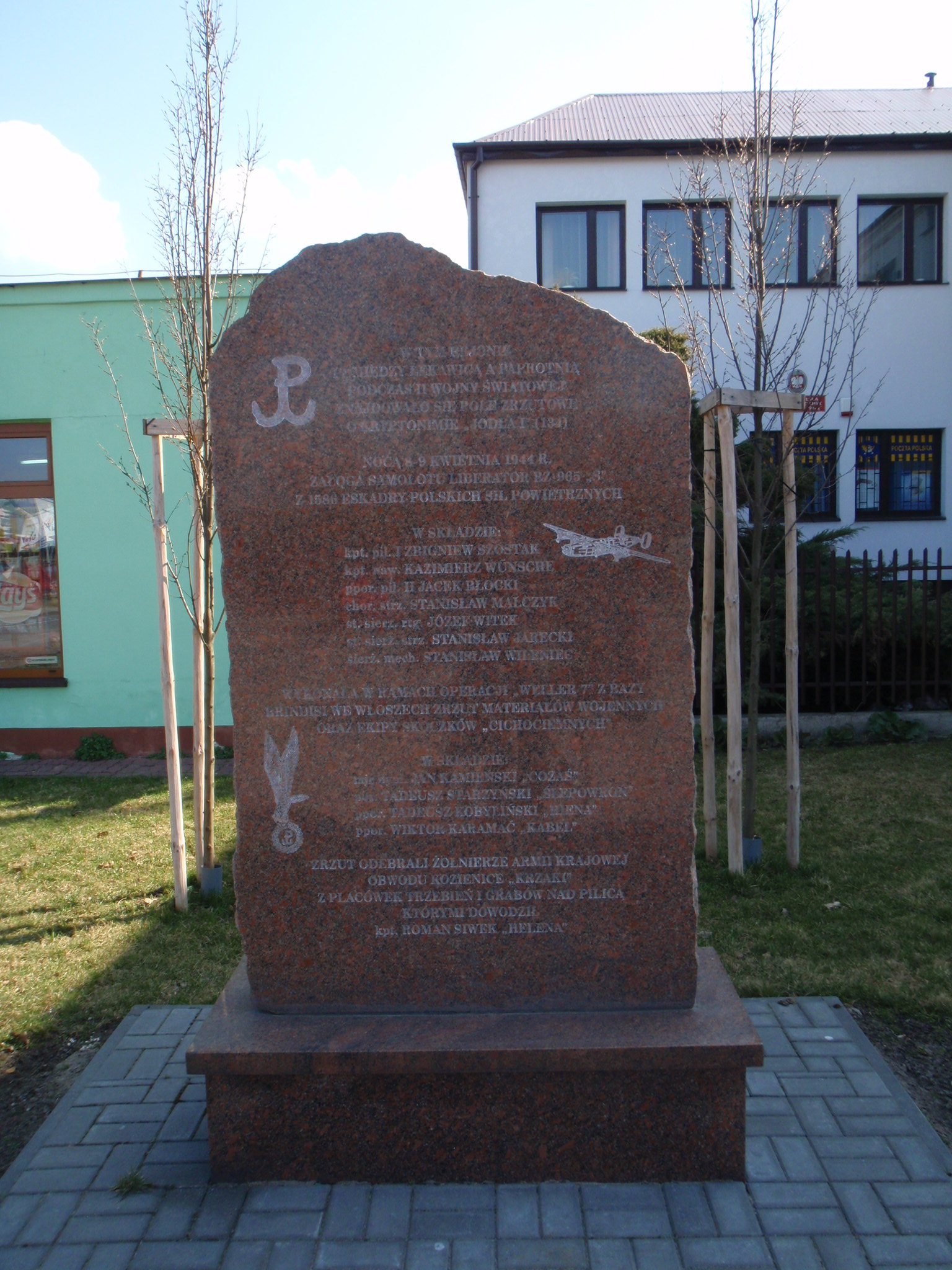
Tablica upamiętniająca zrzut cichociemnych w Grabowie nad Pilicą

## Awanse
- podporucznik – ze starszeństwem z dniem 15 sierpnia 1931 roku
- porucznik – ze starszeństwem z dniem 1 stycznia 1934 roku
- kapitan – 19 marca 1939 roku
- major – ze starszeństwem z dniem 1 marca 1944 roku
- podpułkownik – 1 września 1945 roku.

## Ordery i odznaczenia
- Krzyż Walecznych – czterokrotnie
- Złoty Krzyż Zasługi z Mieczami
- Medal Wojska[6]
- Znak Spadochronowy Armii Krajowej[6]
- Krzyż Wojenny (Francja) ze srebrną gwiazdą.

## Życie prywatne
Jan Kamieński był synem Michała i Amelii z domu Matel. W 1935 roku ożenił się z Aliną Konarzewską. Mieli dwie córki, jedną z nich była Halina Teresa (ur. w 1937 roku).
Jego ciało po śmierci zostało sprowadzone do Polski i pochowane na cmentarzu w Tryczówce.

## Upamiętnienie
We wsi Grabów nad Pilicą, gdzie znajdował się rejon zrzutu cichociemnych, w tym Jana Kamieńskiego, odsłonięto pomnik w postaci głazu z tablicą upamiętniającą operację „Weller 7”. 10 marca 2024 przy kościele w Tryczówce k. Białegostoku odsłonięto tablicę upamiętniającą pułkownika Jana Kamieńskiego